# No Code
No Code — четвертий студійний альбом рок-гурту Pearl Jam, що вийшов 1996 року.

## Історія створення
Четвертий альбом Pearl Jam суттєво відрізнявся від трьох попередніх, випущених з 1991 по 1994 роки в період розквіту гранджу. До цього сіетлський гурт знаходився в центрі уваги, гравши гучні та величні рок-пісні, що пасували «стадіонному року». Проте вже на Vitalogy (1994) з'явились ознаки того, що колектив намагається позбутись будь-яких ярликів та створити щось нове і незвичайне. Як згадував вокаліст Едді Веддер, назва нового альбому означала термін «Не реанімувати» або DNR (англ. Do not resuscitate). Музиканти знаходились в пошуку самих себе і були готові до «артистичної смерті», якщо їхню музику погано сприйматимуть слухачі: «Якщо ми вмираємо, то відпустіть нас. Не намагайтесь нас врятувати. Ми не хочемо жити як овочі».
До складу альбому увійшло тринадцять пісень. З першої ж композиції — спокійної «Sometimes» — стало зрозуміло, що гурт відмовився від звичної агресії, з якої розпочинав попередні платівки. Подальші пісні вийшли дуже різними, зробивши No Code найбільш еклектичним альбомом гурту. Перший сингл «Who You Are» виділявся фанковим ритмом Джека Айронса, дисонансною гітарою Стоуна Госсарда та електроситаром Едді Веддера, і нагадувала крішнаїтські пісні Джорджа Гаррісона. Джеф Амент написав «Smile», яка видалась дуже схожою на творчість Ніла Янга, з яким за рік до цього Pearl Jam видали альбом Mirrorball. Вплив Ніла Янга відчувався і на елегантній акустичній композиції «Off He Goes». Потрапила до платівки також коротка панківська «Lukin», присвячена бас-гітаристу Mudhoney Метту Лукіну.

## Вихід альбому
Платівка вийшла 27 серпня 1996 року на лейблі Epic Records. Альбом потрапив на верхівку національного хіт-параду Billboard 200, проте не протримався там дуже довго. Попри досить позитивні відгуки критиків, експериментальний характер альбому став неприємною несподіванкою для багатьох слухачів. До того ж Pearl Jam продовжували свою боротьбу проти компанії Ticketmaster, через що не мали можливості грати в багатьох визначних залах та суттєво скоротили концертне турне.
Сукупність несприятливих факторів призвела до того, що продажі альбому були значно нижчими, ніж у попередників. Якщо до 1996 року Ten був платиновим десять разів, Vs. — шість разів, а Vitalogy — п'ять разів, то No Code ледь досягнув платинової відмітки на початку 1997 року. Єдиним синглом, що потрапив до пісенного хіт-параду Hot 100, стала пісня «Who You Are», яка досягла 31 місця.

## Критичні відгуки
Девід Фріке в журналі Rolling Stone оцінив альбом на чотири зірки з п'яти. На думку оглядача, No Code вирізнявся поміж інших альбомів, що виходили на великих лейблах, відсутністю маркетингового спрямування та інді-роковим характером. В журналі Spin платівку назвали «помірно непоганою», порівнявши її з візитом The Beatles до Махаріші, та помітивши схожість з творчістю Нусрата Фатеха Алі Хана та Ніла Янга. Ерік Вейсбард відзначив, що на альбомі майже немає типових рокових хітів або пауер-балад, але висловив сумніви, що гуртові було варто перестати робити те, що в них виходило найкраще. На сайтах Entertainment Weekly та Pitchfork No Code отримав посередні оцінки. Девід Брауні назвав його найгучнішим сигналом того, що грандж вже помер, та порівняв «Pearl Jam без болі» з «брецелем без солі або Сіетлом без дощу». Раян Шрайбер зауважив, що якщо слухачі шукають знайомі вражаючи емоційні гімни, то можна хіба що сподіватись почути їх на наступній платівці Pearl Jam. Нарешті, в журналі NME No Code оцінили на сім балів з десяти, відзначивши максимально далекий відхід від гранджових стереотипів.
У 2020 році музичні критики знову звернули увагу на альбом, якому виповнилося двадцять п'ять років. На сайті Guitar.com зауважили, що No Code часто називали альбомом, який «вбив грандж», і ледве не зробив це саме із Pearl Jam. На сайті Consequence звернули увагу на те, що саме з цією платівкою гурт повернувся до панк-рокових засад та духу DIY, зайнявши важливе місце в історії Pearl Jam: «Це було звучання грандж-гурту, що вмирав, і нової групи іконоборців рок-н-ролу, яка тільки-но отримувала свої крила».

## Список композицій
| #     | Назва             | Автор                            | Тривалість |
| ----- | ----------------- | -------------------------------- | ---------- |
| 1.    | «Sometimes»       | Веддер                           | 2:40       |
| 2.    | «Hail, Hail»      | Веддер, Амент, Маккріді, Ґоссард | 3:41       |
| 3.    | «Who You Are»     | Веддер, Айронс, Ґоссард          | 3:48       |
| 4.    | «In My Tree»      | Веддер, Айронс, Ґоссард          | 3:59       |
| 5.    | «Smile»           | Веддер, Амент                    | 3:52       |
| 6.    | «Off He Goes»     | Веддер                           | 5:58       |
| 7.    | «Habit»           | Веддер                           | 3:35       |
| 8.    | «Red Mosquito»    | Веддер, Pearl Jam                | 4:03       |
| 9.    | «Lukin»           | Веддер                           | 1:02       |
| 10.   | «Present Tense»   | Веддер, Маккріді                 | 5:46       |
| 11.   | «Mankind»         | Ґоссард                          | 3:28       |
| 12.   | «I'm Open»        | Веддер, Айронс                   | 2:53       |
| 13.   | «Around The Bend» | Веддер                           | 4:35       |
| 49:37 |                   |                                  |            |

## Учасники запису
Pearl Jam
- Майк Маккріді — гітара;
- Джеф Амент — бас-гітара;
- Стоун Ґоссард — гітара, вокал;
- Джек Айронс — барабани;
- Едді Веддер — вокал, гітара.

Технічний персонал
- продюсери — Брендан О'Брайен і Pearl Jam;
- зведення — Брендан О'Брайен і Нік Дідіа;
- запис — Нік Дідіа;
- майстеринг — Боб Людвіг;
- помічники інженера — Метт Бейлс, Джефф Лейн, Карам Костанцо.

## Сертифікації
| Регіон                                             | Сертифікація  | Продажі   |
| -------------------------------------------------- | ------------- | --------- |
| Австралія (ARIA)                                   | 2× Платиновий | 140 000^  |
| Канада (Music Canada)                              | 2× Платиновий | 200 000^  |
| Нова Зеландія (RIANZ)                              | Платиновий    | 15 000^   |
| Велика Британія (BPI)                              | Золотий       | 100 000^  |
| США (RIAA)                                         | Платиновий    | 1,300,000 |
| ^відвантаження, що базуються лише на сертифікаціях |               |           |